# Universal Studios Hollywood
Cet article concerne le parc à thèmes. Pour les studios de tournage d'Universal adjacent, voir Universal Studios. Pour la société de production mère, voir Universal Pictures.
Pour les articles homonymes, voir Universal.
Universal Studios Hollywood est un parc d'attractions appartenant à NBC Universal et situé à Universal City dans la banlieue de Los Angeles en Californie. Le parc est situé à côté des studios de tournage Universal appartenant à Universal Pictures, qui font partie de la visite avec le Studio Tour.

## Historique
Les studios Universal sont créés en 1915 pour y produire films et séries télévisées. Une visite des lieux pour le public, instituée pour dynamiser la firme. De nouvelles attractions ont vu le jour et le parc a peu à peu pris forme. Universal Studios Hollywood est officiellement inauguré en juillet 1964. Une réussite puisqu'il a accueilli plus de 90 millions de visiteurs.

### L'incendie de 2008
En 2008, le parc est victime d'un incendie. Il a détruit la section King Kong Encounter (en) et son animatronique géant fabriqué par Sequoia Creative,,,, un plateau de Retour vers le futur et un décor représentant une rue de New York, mais a surtout détruit des archives de séries télévisées classiques. L'incendie a brûlé pendant une dizaine d'heures et, malgré les 25 000 personnes qui se trouvaient dans le parc, aucun mort n'est à déplorer. Le parc a rouvert normalement quelques jours plus tard. En juin 2019, le New York Times révèle que près de 500.000 extraits musicaux furent détruits pendant l'incendie,.

## Le parc

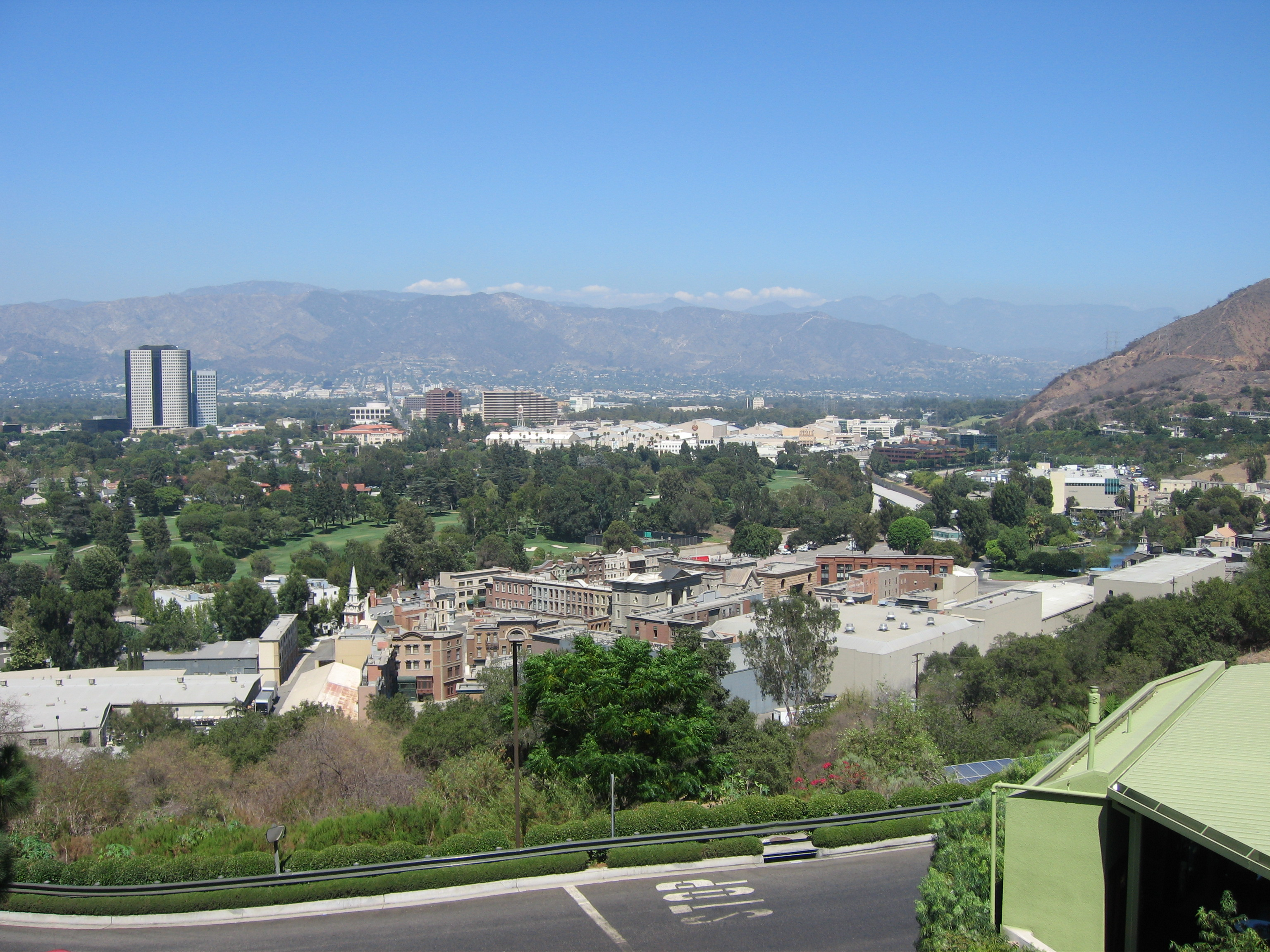
Vue générale du Backlot.

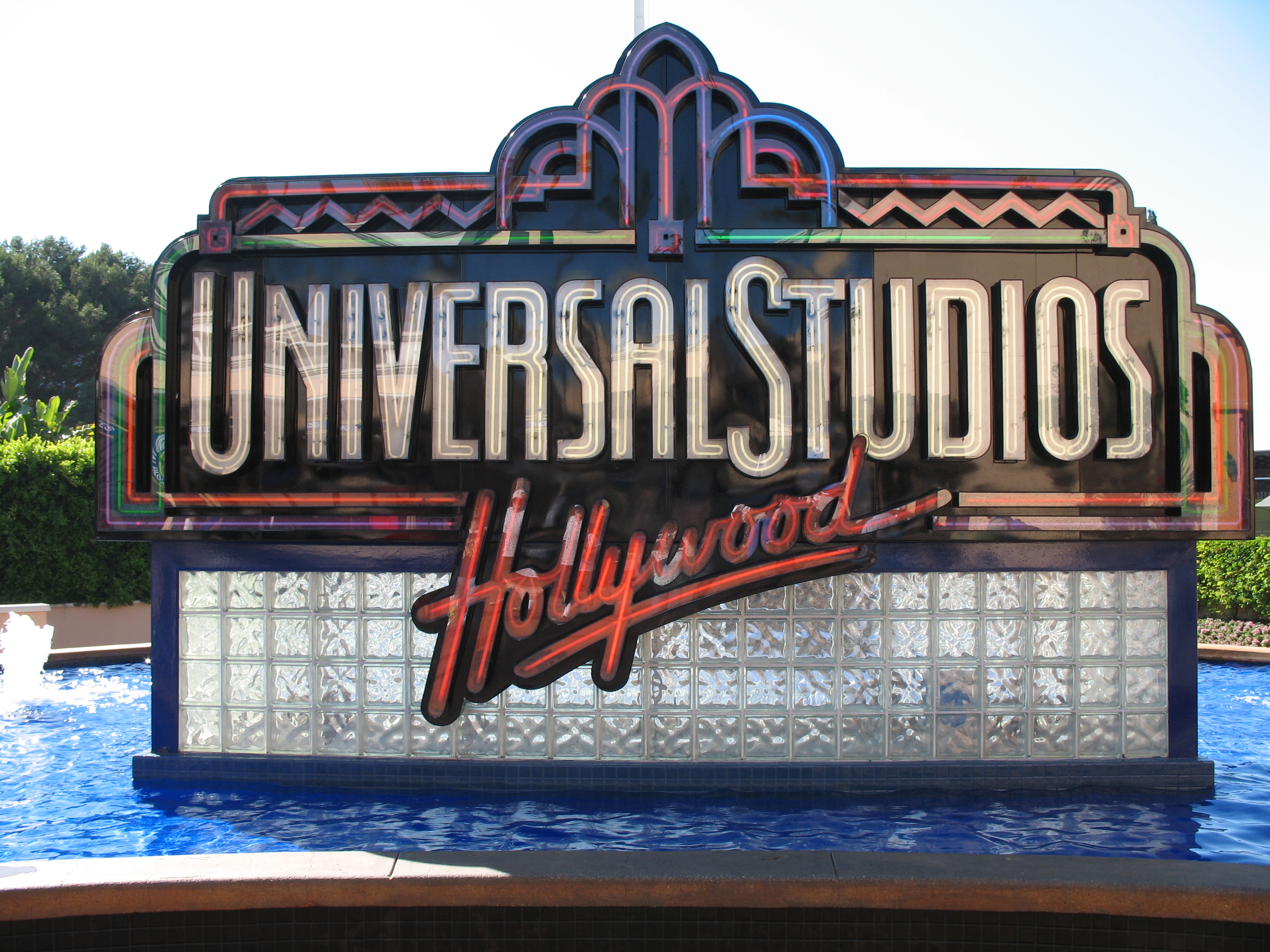
Fontaine à l'entrée.

Les attractions dans le parc Universal Studios Hollywood sont séparées en deux parties et niveaux par une série d'escalators.

### Upper Lot (Niveau supérieur)
- Universal's Animal Actors show
- Special Effects Show
- Kung Fu Panda Adventure (En remplacement de Shrek 4-D)
- Waterworld
- Studio Tour (comprenant aussi King Kong 360 3D et Fast and Furious)
- The Simpsons Ride (2008) (en remplacement de Back to the Future : The Ride)
- Despicable Me : Minion Mayhem a ouvert en 2014 (en remplacement de T2 3-D: Battle Across Time)
- The Secret Life of Pets : Off the Leash! (Comme des bêtes) (en 2021 en remplacement de The Walking Dead)
- The Wizarding World of Harry Potter - Hogsmeade (depuis 2016)

### Lower Lot (Niveau inférieur)
- Revenge of the Mummy The Ride
- Jurassic World : The Ride (en remplacement de Jurassic Park : The Ride)
- Transformers : The Ride 3D
- Super Nintendo World

### Informations attractions
- Universal Studio Hollywood se situe sur une colline de Los Angeles, en Californie. Lieu mythique du cinéma, il a été aménagé en parc d'attractions (dont les thèmes principaux sont empruntés aux films de leur compagnie, comme Harry Potter, Jurassic Park, The Mummy, Transformers, etc.) pour mieux permettre aux visiteurs de découvrir les richesses, les films et l'univers d'Universal Studios.
- L'attraction historique du parc, pour les amateurs de cinéma, est le Studio Tour, qui permet aux spectateurs d'accéder à la face cachée des tournages de films des studios adjacents. Le visiteur peut découvrir, alors qu'il est assis dans un petit train, de nombreux décors et façades de maisons, et des exemples d'effets spéciaux. La visite dure une heure. Parmi les décors, il y a des immeubles new-yorkais qui ont servi de décor à plusieurs films, une ville mexicaine, un décor européen, une zone aquatique où il est possible de rencontrer le requin du film Les Dents de la mer, une station de métro dangereuse, et bien d'autres décors. Le passage avec King Kong ayant brulé en juin 2008 dans un incendie du backlot, a été remplacé par King Kong 360 3-D.
- L'attraction sur le thème de Jurassic Park a été modernisée et a laissé place à l'univers de Jurassic World. L'attraction a été inaugurée le 12 juillet 2019[8].

#### The Wizarding World of Harry Potter - Hogsmeade

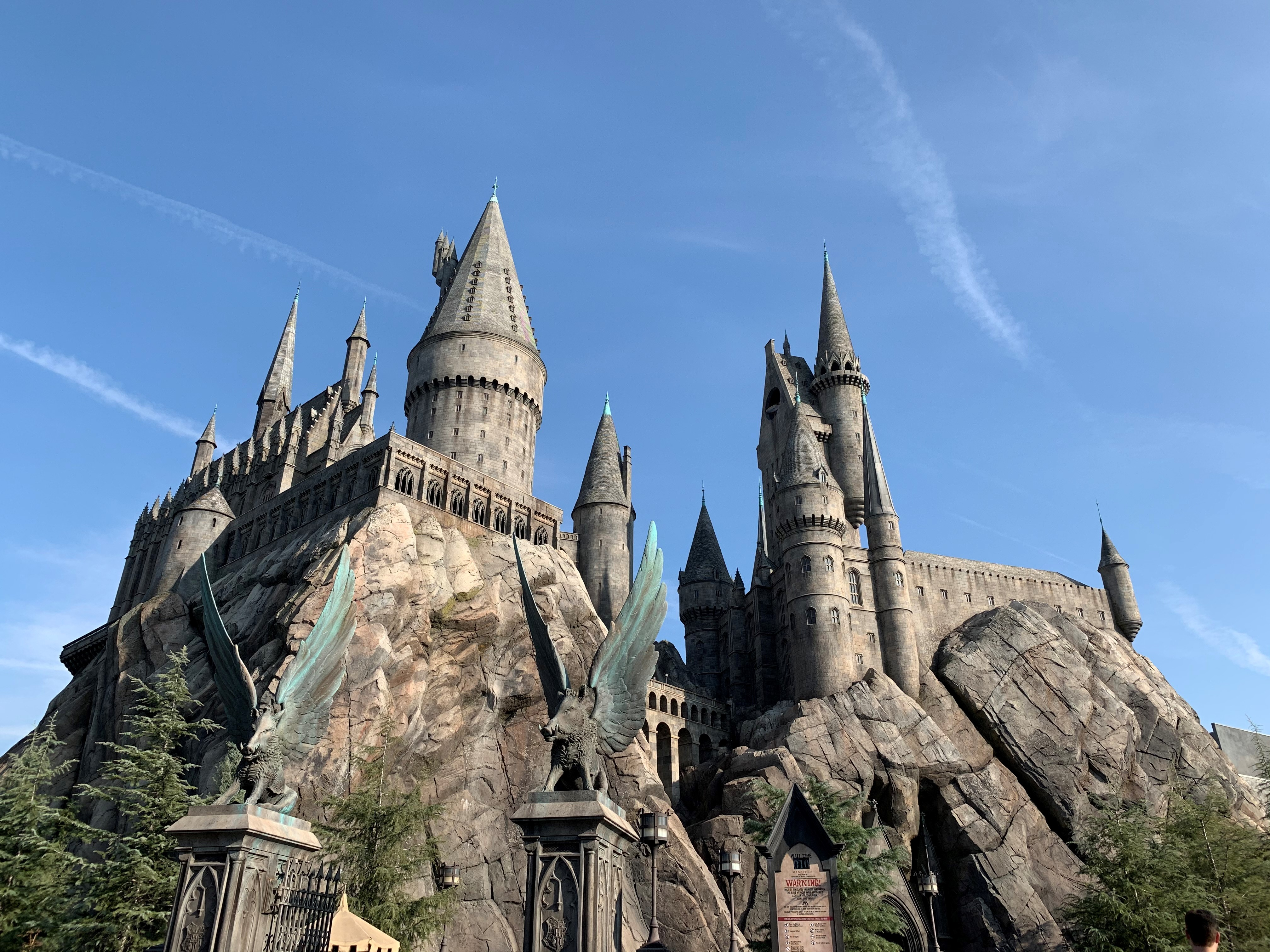
Château de Poudlard à Universal Studios Hollywood.

The Wizarding World of Harry Potter est une zone thématique autour de l'univers de Harry Potter, qui ouvre à Universal Studios Hollywood en 2016, dans le niveau supérieur (Upper Lot). Dans ce parc, c'est le land Hogsmeade qui est reproduit : il s'y trouve une reconstitution du château de Poudlard et du village de Pré-au-Lard, comme dans le parc Islands of Adventure à Universal Studios Orlando. 
La zone comporte deux attractions principales : 
- dans une réplique du château de Poudlard, Harry Potter and the Forbidden Journey, qui est un parcours mouvementé en chariot dans des décors des films et des projections vidéos ;
- et en face du château, Flight of the Hippogriff (montagnes russes junior).

Il s'y trouve aussi des boutiques et restaurants thématisés, comme Ollivanders pour choisir une baguette magique, ou le restaurant Three Broomsticks (« Les Trois Balais »). 
Comme attraction supplémentaire, il y a également une interactivité entre certaines baguettes magiques souvenirs vendues chez Ollivanders, et certaines vitrines et décorations du land Harry Potter.
Dans plusieurs endroits, les visiteurs peuvent boire la boisson Butterbeer (« bièraubeurre »), qui est un soda sucré au caramel, et du Pumpkin Juice (jus de citrouille).